# 江泰
江泰（16世紀—17世紀），字大來，江西南昌府進賢縣人，明朝政治人物。

## 生平
江泰是天啟七年（1627年）丁卯科江西鄉試第三十五名舉人，崇禎年間授碭山知縣，其時流寇肆虐，民不聊生，漕糧無法籌措，知縣往往以欠稅問罪，他拿出安東田產及房屋變賣，代縣民完納，縣民得以免於獲罪，士民都感激他，不久他在任內去世，窮得無法斂葬，安慶巡撫史可法憐憫其有功，為他籌措費用送回棺木。

## 引用
1. 1 2  光緒《進賢縣志·卷十八·人物》：江泰，字大來，天啟丁卯舉人，任碭山知縣，崇正之季盜賊充斥，民不聊生，漕糧無從措納，縣令以逋賦得罪，泰以安東田產及屋變價代民完納，因得免罪，士民德之，尋卒於官，貧無以斂，巡撫史憫其有功，為措費護其喪以歸。